# Шарма, Шанкар Даял
Шанкар Даял Шарма (хинди शंकर दयाल शर्मा, 19 августа 1918, Бхопал — 26 декабря 1999, Нью-Дели) — индийский государственный деятель, девятый президент Индии.

## Биография
Родился в семье брахмана Кхушилала Шармы Вайдья Шастри. Получил высшее образование в области английской литературы, хинди и санскрита в Аллахабадском университете. Затем изучал право в Кембриджском университете и школе права Гарвардского университета.
В 1940-е годы был вовлечён в борьбу за независимость Индии от Великобритании и вступил в Индийский национальный конгресс, которому оставался верен до конца жизни. В 1952 году возглавил правительство Бхопала и оставался на этом посту до 1956 года, когда Бхопал вошёл в состав штата Мадхья-Прадеш.

### Государственная деятельность
В 1960-е годы Шанкар Шарма поддержал Индиру Ганди в её стремлении стать лидером Индийского национального конгресса. Входил в её кабинет в качестве министра связи в 1974—1977 годах. В 1971 и 1980 годах выиграл выборы в Лок сабху (нижнюю палату парламента Индии) от Бхопала.
В 1984 году стал губернатором штата Андхра-Прадеш. В во время его губернаторства в этом штате сикхскими экстремистами были убиты его дочь Гитанжали и зять, Лалит Макен, молодой член парламента и перспективный политик. Кроме того, 31 октября 1984 года была убита Индира Ганди. Вскоре после этого, в 1985 году, в разгар конфликта между центральной властью Индии и сикхскими экстремистами, Шанкар Шарма стал губернатором штата Пенджаб, где в основном проживают сикхи. В 1986 году стал губернатором штата Махараштра. В 1987 году избран вице-президентом Индии и председателем верхней палаты парламента Раджья сабха.

## Президент Индии
В 1992 году, будучи вице-президентом, после трудной предвыборной кампании получил 66 % голосов и выиграл выборы на пост президента страны. Во время своего пятилетнего срока правления активно выполнял представительские функции, назначал и освобождал от должности губернаторов. За последний год правления привёл к присяге трёх премьер-министров. На второй срок не баллотировался.
9 декабря 1999 года, после сердечного приступа, Шанкар Шарма был доставлен в больницу, где и скончался 26 декабря того же года. Кремирован.